# Morituri (1965)
Morituri ist ein US-amerikanischer Kriegsfilm des Schweizer Regisseurs Bernhard Wicki. Das Drehbuch basiert auf dem gleichnamigen autobiografischen Roman von Werner Jörg Lüddecke. Der Film wurde in Deutschland erstmals am 17. September 1965 in den Kinos gezeigt. Bei seiner Fernsehpremiere am 6. Oktober 1973 im ZDF wurde der Film unter dem Titel Kennwort: Morituri ausgestrahlt.

## Handlung
Robert Crain ist Pazifist und lebt während des Zweiten Weltkrieges mit Schweizer Papieren in Indien. Colonel Statter vom britischen Geheimdienst sucht Crain auf und bringt ihn dazu, als deutscher SS-Offizier aufzutreten. Crain, ein Sprengstoff-Spezialist, geht unter dem Decknamen Hans Keil an Bord eines deutschen Frachters, der als Blockadebrecher Gummi aus Japan transportiert. Crain soll Sprengladungen entschärfen, die im Falle einer Aufbringung durch Alliierte vom deutschen Kapitän gezündet werden sollen, damit das Schiff nicht in feindliche Hände fällt. Kapitän Müller sieht die Anwesenheit eines Gestapomannes auf seinem Schiff nicht gerne, da er der Nazi-Propaganda ablehnend gegenübersteht, während sein erster Offizier Kruse ein Hitler-Enthusiast ist.
Der Kapitän erlaubt Crain alias Keil nicht, sich auf dem Schiff frei zu bewegen. Crain kann nun nicht überall nach den Sprengladungen suchen, um sie zu entschärfen, bevor die Alliierten das Schiff wie geplant an einem vorher festgelegten Punkt aufbringen. Auch werden die alliierten Schiffe entdeckt und der Kapitän nimmt einen veränderten Kurs. Ein japanisches U-Boot bringt einen Gefangenentransport, unter ihnen einige Amerikaner sowie die Jüdin Esther Levy. Die vom U-Boot gebrachten Offiziere misstrauen Crain, der daraufhin versucht, die auf dem Schiff gefangenen Männer durch Vermittlung der Jüdin zu einer Meuterei zu bringen. Die Meuterei misslingt und Esther Levy wird erschossen. Die Deutschen finden heraus, dass Crain sie tatsächlich betrügt. Es gelingt Crain jedoch, das Schiff zu sprengen und den vom zweiten Kapitän abgesetzten Kapitän Müller auf dem ansonsten inzwischen verlassenen, untergehenden Schiff zu einem Notruf zu bewegen.

## Kritiken
„Reißerische Hochspannung in einem technisch brillanten Film, der seine Charakter- und Handlungsführung immerhin an einigen wichtigen Stellen zu vertiefen weiß. Wickis Film geht dadurch über ein bloßes Kriegsabenteuer hinaus.“

„Ein exzellenter Brando und die Regie von Bernhard Wicki ('Die Brücke') garantieren für Spannung ohne Stereotypen.“

„(Der Film) hat nicht nur wegen seiner grandiosen Schauspieler bis heute nichts von seinem Reiz und seiner atemberaubenden Atmosphäre verloren. Auch die technischen Aspekte, vor allem Conrad L. Halls (‚Ein Fall für Harper‘, ‚Butch Cassidy and The Sundance Kid‘, ‚Der Marathon-Mann‘, ‚Tequila Sunrise‘) Kameraarbeit, tragen zur inszenatorischen Dichte des Films bei.“

„[G]ut besetzte[r] und spannender Mix aus Spionage- und Kriegsfilm.“

## Auszeichnung
Oscarverleihung 1966
- Nominierung in der Kategorie Beste Schwarzweiss-Kamera für Conrad L. Hall (Gewinner: Ernest Laszlo für Das Narrenschiff)
- Nominierung in der Kategorie Beste Kostüme (schwarz-weiss) für Moss Mabry (Gewinner: Julie Harris für Darling)

## Hintergrund
Der Film, von 20th Century Fox vertrieben, spielte weltweit etwas über 4 Millionen US-Dollar ein. Für Regisseur Bernhard Wicki war es der erste Hollywood-Film, für den er die Alleinverantwortung als Regisseur hatte. Zuvor hatte er Sequenzen des Kriegsfilms Der längste Tag inszeniert.
Der Filmtitel Morituri (lateinisch: die Todgeweihten) stammt der Überlieferung nach vom Gruß der Gladiatoren vor dem Kampf an den Herrscher „Ave Caesar, morituri te salutant“ („Heil dir, Caesar, die Todgeweihten begrüßen dich!“).
In einer kleinen, im Abspann nicht erwähnten, Rolle als Offizier ist George Takei, Mr. Sulu aus der TV-Serie Raumschiff Enterprise, zu sehen.
Die Filmausstattung stammt von Herman A. Blumenthal und Jack Martin Smith in ihrer Funktion als Art-Director sowie von Walter M. Scott als Set-Decorator. Die visuellen Effekte wurden von L. B. Abbott und Emil Kosa Jr. entwickelt. Der spätere Chef-Kameramann William A. Fraker arbeitete bei diesem Film als Kamera-Techniker.